# Route 16 (Colombie-Britannique)
La Route 16 est une route ouest / est importante en Colombie-Britannique. Elle fait partie de la Route Yellowhead, une section de la Route transcanadienne dans l'Ouest canadien. La route suit de près le tracé du chemin de fer du Canadien National dans le nord de la province. Le numéro "16" a d'abord été attribué à la route en 1941, et, à l'origine, la route était plus au nord qu'elle l'est actuellement. Elle était également plus courte. La route 16 reliait New Hazelton à Aleza Lake. En 1948, le terminus ouest de la route 16 a été déplacé de New Hazelton jusqu'à la ville côtière de Prince Rupert et, en 1953, le terminus est a été déplacé à Prince George. En 1969, le Col Tête-Jaune a ouvert et la route y a été prolongée. C'est en 1983 que la route 16 a été prolongée jusqu'à l'archipel Haïda Gwaïi. Les deux segments de la route sont reliés entre eux par la ligne #11 de BC Ferries.
Une série de meurtres et de disparitions ont eu lieu sur le segment entre Prince Rupert et Prince George, valant à la route le surnom de Highway of Tears (Route des larmes).

## Description du tracé

### Segment Haïda Gwaïi
Le segment de 101 km (63 mi) de la route sur l'archipel débute à l'ouest du village de Masset, sur la côte nord de l'Île Graham. Se dirigeant vers le sud, la route parcourt 38 km (24 mi) jusqu'à la ville portuaire de Port Clements. Elle bifurque vers le sud-est et parcourt un tracé rectiligne en marquant la limite du Parc provincial Naikoon. Elle atteint ensuite la communauté de Tlell après avoir parcouru 27 km (17 mi). La route bifurque vers le sud et longe la rive du Détroit d'Hecate sur 36 km (22 mi) et atteint Skidegate, où le segment de Haïda Gwaïi prend fin.

### Segment principal
Le traversier permet aux segments de la route 16 de se relier dans le Détroit d'Hecate sur 172 km (107 mi) entre Skidegate et Prince Rupert.

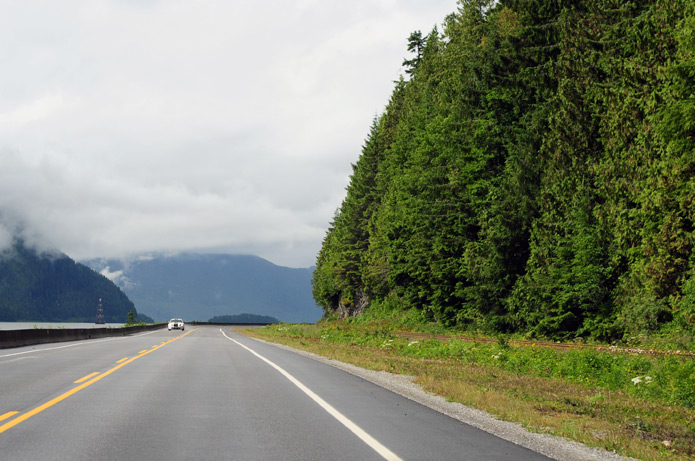
Highway 16 heading west towards Prince Rupert from Terrace

À partir de Prince Rupert, la route 16 se dirige vers l'est dans la Chaîne côtière. Suivant le fleuve Skeena, la route parcourt 151 km (94 mi) jusqu'à Terrace où elle rencontre la route 37. Les deux routes forment un multiplex vers le nord jusqu'à Kitwanga. La route 16 continue alors son parcours vers le nord-est sur 43 km (27 mi) avant d'atteindre New Hazelton, où elle bifurque vers le sud-est en longeant la rivière Bulkley. La route rejoint ensuite la communauté de Smithers, 68 km (42 mi) plus loin. Elle continue toujours vers le sud-est jusqu'à Houston, village situé à 64 km (40 mi) de Smithers.

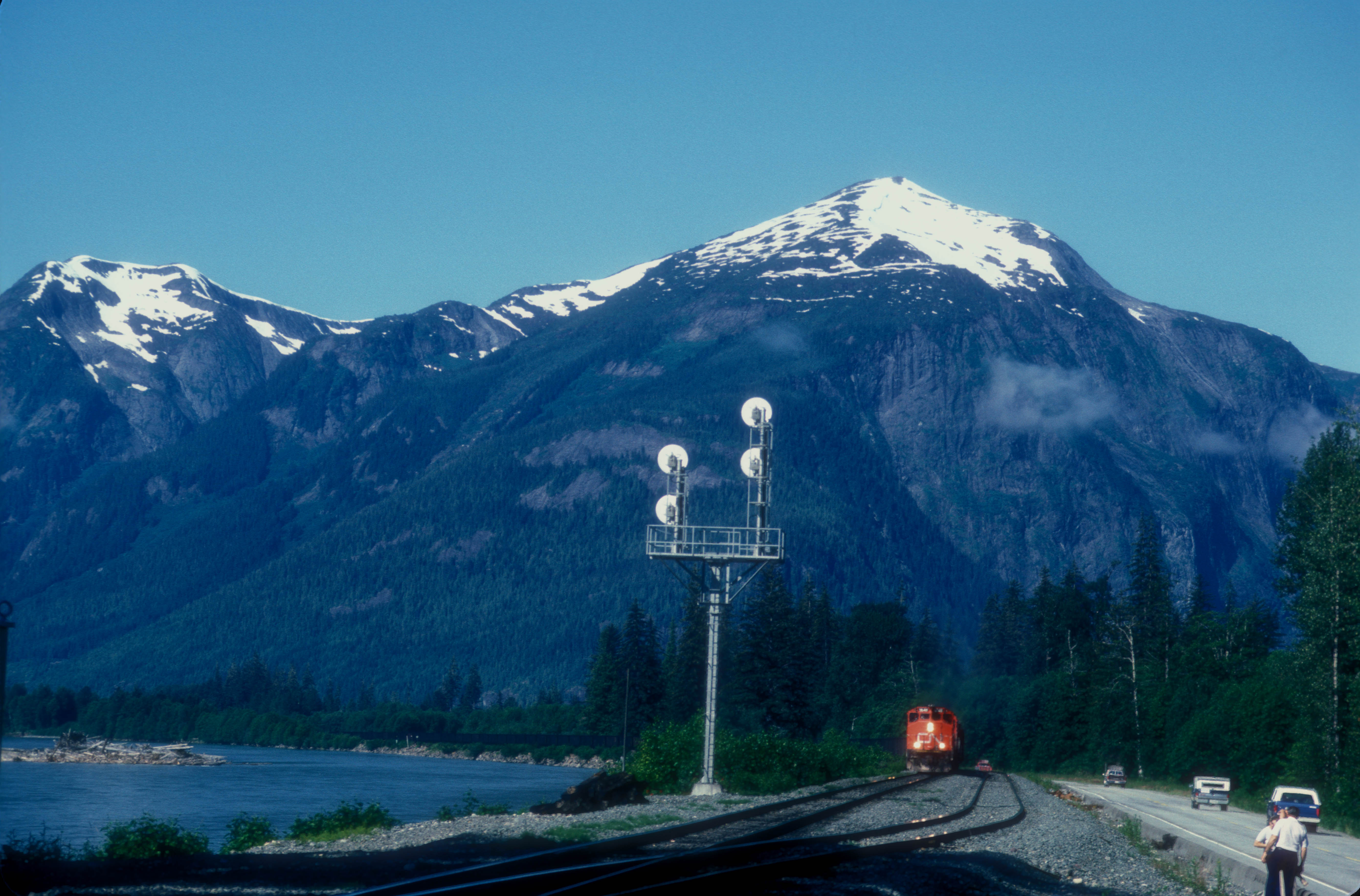
Along the Skeena River, near Kitwanga

À Houston, la route 16 bifurque vers l'est jusqu'à Topley, puis vers le sud-est jusqu'à Burns Lake. La route passe ensuite par Fraser Lake, avant d'arriver à Vanderhoof. Elle y croise la route 27 avant de continuer son trajet vers l'est. C'est 97 km (60 mi) plus loin que la route 16 atteint son point-milieu en Colombie-Britannique alors qu'elle entre dans la ville de Prince George. Elle y rencontre la route 97 et quitte la ville après l'avoir traversée du sud-ouest au nord-est.

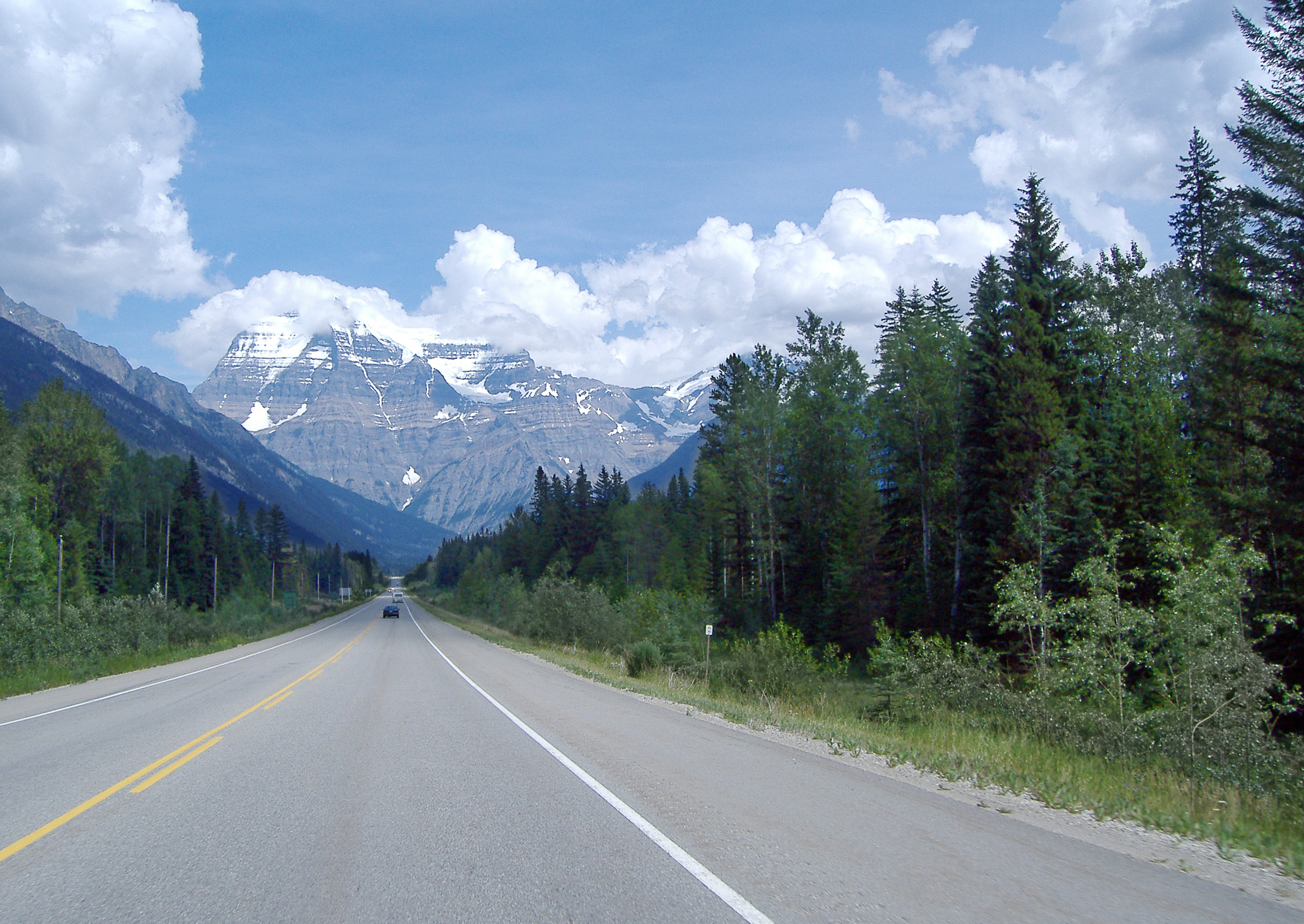
Passing through Mt. Robson Provincial Park.

À l'est de Prince George, 120 km (75 mi) plus loin, la route arrive à Dome Creek où elle se met à suivre le fleuve Fraser vers le sud-est. Elle suit le fleuve sur 82 km (51 mi) jusqu'à McBride, puis sur encore 64 km (40 mi) jusqu'à la jonction avec la route 5 à Tête Jaune Cache. À 14 km (9 mi) à l'est de Tête Jaune Cache, la route 16 entre dans le Parc provincial du Mont-Robson et s'y trouve pour les prochains 63 km (39 mi) jusqu'à la frontière entre la Colombie-Britannique et l'Alberta au Col Tête-Jaune.

## Highway of Tears
La Highway of Tears est un segment de la route 16 entre Prince George et Prince Rupert. Depuis 1970, plusieurs femmes ont été portées disparues ou assassinées le long de ce segment de 720 km (447 mi) de la route. Des organisations autochtones stipulent que leur nombre avoisine les quarante.
En 2016, le gouvernement canadien a lancé une commission d'enquête après avoir contacté les familles des victimes. Cela a été fait afin de trouver des solutions visant à réduire la violence au sein des populations autochtones.
En septembre 2020 un totem visant à honorer les femmes autochtones disparues ou assassinées a été érigé sur la route juste à l'extérieur de Terrace,,.

## Intersections majeures
| District régional                                                              | Ville                          | km       | Destinations                                                                 | Notes                                                                        |
| ------------------------------------------------------------------------------ | ------------------------------ | -------- | ---------------------------------------------------------------------------- | ---------------------------------------------------------------------------- |
| North Coast                                                                    | Masset                         | 0,00     | Hodges Avenue / Townhill Road                                                | Terminus ouest de la Route Yellowhead                                        |
| North Coast                                                                    | Skidegate                      | 100,90   | Oceanview Drive – Daajing Giids                                              |                                                                              |
| North Coast                                                                    | Skidegate                      | 101,19   | Quai de traversier de Skidegate                                              | Quai de traversier de Skidegate                                              |
| Détroit d'Hecate                                                               | Détroit d'Hecate               |          | BC Ferries entre Skidegate et Prince Rupert                                  | BC Ferries entre Skidegate et Prince Rupert                                  |
| North Coast                                                                    | Prince Rupert                  | 0,00     | Quai de traversier de Prince Rupert                                          | Quai de traversier de Prince Rupert                                          |
| North Coast                                                                    | Prince Rupert                  | 15,18    | Pont Galloway Rapids fentre l'Île Kaien et le continent                      | Pont Galloway Rapids fentre l'Île Kaien et le continent                      |
| North Coast                                                                    |                                | 15,36    | Skeena Drive – Port Edward                                                   |                                                                              |
| Kitimat-Stikine                                                                | Terrace                        | 145,91   | BC-113 nord (Nisga'a Highway) – Nation Nisga'a                               | Terminus sud de la BC-113                                                    |
| Kitimat-Stikine                                                                | Terrace                        | 150,00   | Traversée du Fleuve Skeena                                                   | Traversée du Fleuve Skeena                                                   |
| Kitimat-Stikine                                                                | Terrace                        | 150,50   | BC-37 sud – Kitimat                                                          | Terminus ouest du multiplex avec la BC-37; carrefour giratoire               |
| Kitimat-Stikine                                                                | Kitwanga                       | 241,10   | BC-37 nord (Stewart-Kassier Highway) – Stewart, Watson Lake                  | Terminus est du multiplex avec la BC-37                                      |
| Kitimat-Stikine                                                                | New Hazelton                   | 284,17   | Churchill Street (BC-62 ouest) – Hazelton                                    | La BC-62 est une route non-officielle                                        |
| Bulkley-Nechako                                                                | Topley                         | 445,08   | BC-118 nord – Granisle                                                       | Terminus sud de la BC-118                                                    |
| Bulkley-Nechako                                                                | Burns Lake                     | 496,39   | BC-35 sud – Francois Lake                                                    | Terminus nord de la BC-35                                                    |
| Bulkley-Nechako                                                                |                                | 616,66   | BC-27 nord – Fort St. James                                                  | Terminus sud de la BC-27                                                     |
| Fraser-Fort George                                                             | Prince George                  | 716,66   | Southridge Avenue                                                            | Échangeur; pas d'entrée en direction ouest                                   |
| Fraser-Fort George                                                             | Prince George                  | 720,55   | BC-97 (Cariboo Highway) – Dawson Creek, Vancouver                            |                                                                              |
| Fraser-Fort George                                                             | Prince George                  | 722,03   | Victoria Street / 20th Avenue                                                | La BC-16 emprunte Victoria Street                                            |
| Fraser-Fort George                                                             | Prince George                  | 723,74   | 1st Avenue / Victoria Street                                                 | La BC-16 emprunte 1st Avenue                                                 |
| Fraser-Fort George                                                             | Prince George                  | 725,70   | Pont Yellowhead au-dessus du fleuve Fraser                                   | Pont Yellowhead au-dessus du fleuve Fraser                                   |
| Fraser-Fort George                                                             |                                | 729,86   | Old Cariboo Highway vers BC-97 – Aéroport, Quesnel                           |                                                                              |
| Fraser-Fort George                                                             | McBride                        | 933,97   | Pont McBride au-dessus du fleuve Fraser                                      | Pont McBride au-dessus du fleuve Fraser                                      |
| Fraser-Fort George                                                             | Tête Jaune Cache               | 995,60   | BC-5 sud – Valemount, Kamloops                                               | Échangeur                                                                    |
| Fraser-Fort George                                                             | Parc provincial du Mont-Robson | 1 009,70 | Limite ouest du Parc provincial du Mont-Robson                               | Limite ouest du Parc provincial du Mont-Robson                               |
| Fraser-Fort George                                                             | Parc provincial du Mont-Robson | 1 072,37 | Col Tête-Jaune (Ligne continentale de partage des eaux) – 1 131 m (3 711 pi) | Col Tête-Jaune (Ligne continentale de partage des eaux) – 1 131 m (3 711 pi) |
| Fraser-Fort George                                                             | Parc provincial du Mont-Robson | 1 072,37 | AB-16 est – Jasper, Edmonton                                                 | Continue en Alberta                                                          |
| - Terminus de multiplex - Accès incomplet - Accès payant - Transition de route |                                |          |                                                                              |                                                                              |